# Instagib
In veel first-person shooter computerspellen is instagib een aanpassing in het spel of een aparte spelmodus. In instagib hebben de spelers één wapen met onbeperkte munitie dat een doelwit op elke afstand kan doden. Het wapen heeft een groot bereik maar herlaadt relatief langzaam (het heeft een lagere vuursnelheid). Aangezien elke speler hetzelfde wapen heeft en er geen verzamelbare items zijn (zoals munitie of items die de speler gezond maken), ligt de nadruk in instagib op reflexen, oog-hand coördinatie en waar men zich bevindt. Het beheersen van het spel, door meer wapens en meer items verzameld te hebben, is niet van belang bij instagib. Ook heeft een instagib spel een hoog tempo doordat een speler op elke afstand een tegenstander kan uitschakelen.
De naam instagib verwijst naar het woord gib, een afgerukt lichaamsdeel van een personage in een computerspel. Het wapen dat de spelers gebruiken, kan een tegenstander direct (insta-) omzetten in allerlei losse lichaamsdelen (-gib). Het woord wordt ook als werkwoord gebruikt (instagibbed) wanneer de tegenstander direct uiteenvalt in gibs. In veel first-person shooters vindt dit effect normaal gesproken plaats wanneer een speler geraakt wordt door een wapen dat veel schade doet, zoals een raketwerper. Bij wapens die niet in één keer veel schade toebrengen, valt het lichaam van een dode tegenstander meestal op de grond.

## Geschiedenis
Instagib werd geïntroduceerd in Quake II en groeide in populariteit in Unreal Tournament, waar de speler een krachtige shock rifle gebruikten. In Quake III Arena was het instagibwapen een railgun. Sommige spellen hebben meer dan één instagib spelmodus met kleine variaties zoals een andere visuele weergave van de schoten of de toevoeging van een bereik van de wapens. In Nexuiz heeft de speler een beperkte hoeveelheid munitie, in tegenstelling tot andere spellen met instagib. Als de speler zonder munitie komt te zitten, moet de speler binnen 10 seconden een instagibwapen van een andere speler oppakken om verder te kunnen spelen. Als dit niet lukt dan wordt de speler automatisch gedood en opnieuw gespawned.